# Załęska Hałda
Załęska Hałda (niem. Zalenzer Halde) – część Katowic, położona w zachodnim rejonie miasta, w rejonie trzech dzielnicː Osiedle Witosa, Załęska Hałda-Brynów część zachodnia i Załęże, na terenach historycznej gminy Załęże.
Osada ta powstała w XVIII wieku jako kolonia Załęża. Nazwa osady pochodzi prawdopodobnie od wysypiska powstałego w wyniku dawnego górnictwa rud żelaza na tym terenie. Od XIX wieku Załęska Hałda ma charakter osady robotniczej i z biegiem czasu wybudowano na jej terenie kilka osiedli mieszkaniowych, w tym osiedle W. Witosa. Obecnie Załęska Hałda ma głównie charakter mieszkaniowy i usługowy, a także przebiega tutaj kilka znaczących ciągów komunikacyjnych Katowic, tj. autostrada A4 oraz ulica F. Bocheńskiego.

## Geografia

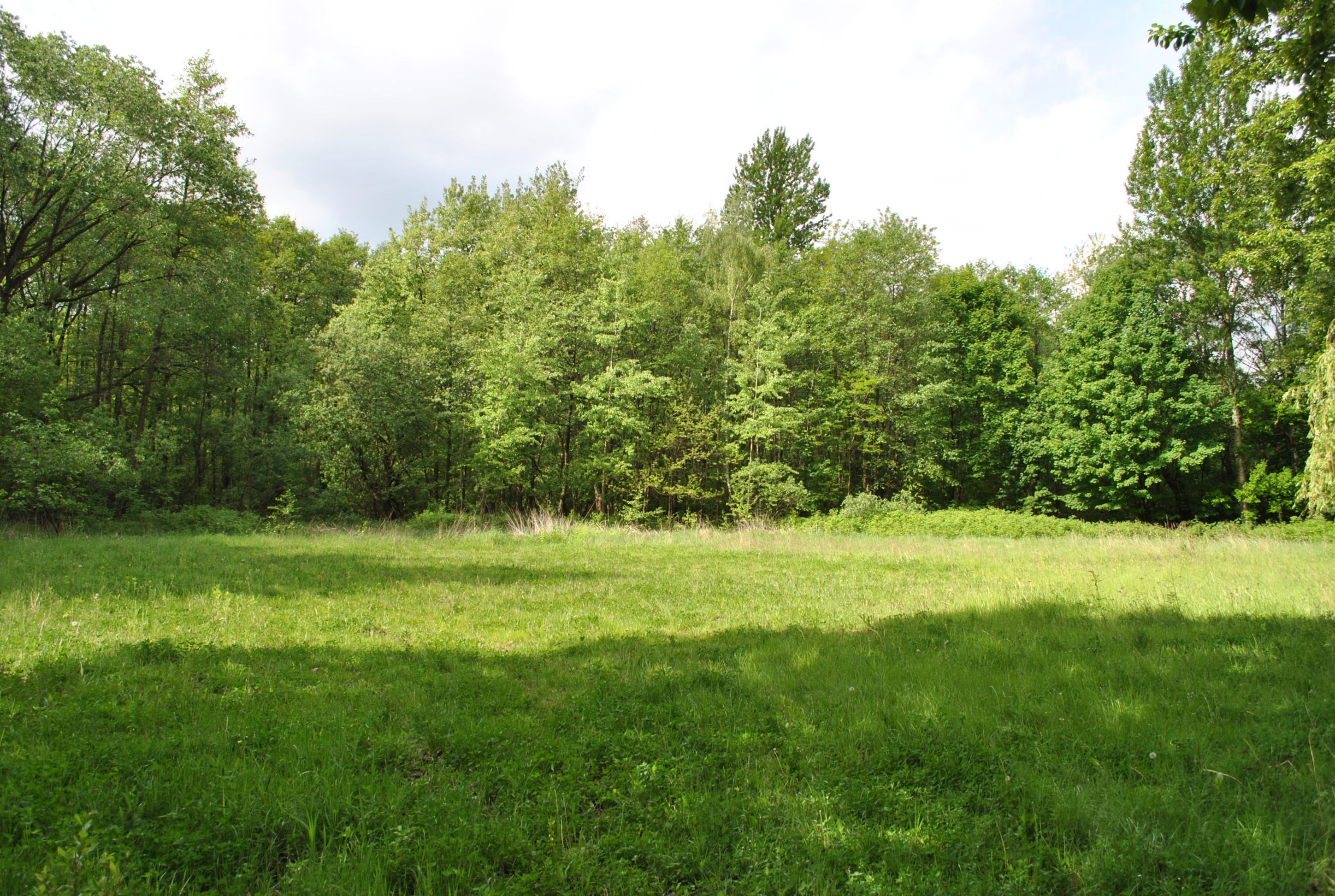
Fragment Lasu Załęskiego pomiędzy Załęską Hałdą a Johanką

Załęska Hałda jest położona w zachodniej części Katowic, na terenie dzielnic: Osiedle Witosa, Załęska Hałda-Brynów i Załęże. Historycznie, od północy Załęska Hałda graniczy z Obrokami i Załężem, od wschodu z Katowicką Hałdą (wzdłuż linii kolejowej nr 139, od południa z Ligotą i Kokocińcem (rejon Szadoka; w rejonie ulicy Brygadzistów i dalej na zachód przez obszary leśne), a od zachodu z miastem Chorzów. 
Według podziału fizycznogeograficznego Jerzego Kondrackiego Załęska Hałda znajduje się w mezoregionie Wyżyna Katowicka (341.13), będącej południową częścią Wyżyny Śląskiej. Położona jest ona w niecce górnośląskiej, która wypełnia utwory pochodzące z górnego karbonu, zawierające pokłady węgla kamiennego. Według jednostek morfologicznych Załęska Hałda położona jest głównie na Wzgórzach Kochłowickich, stąd też obszar osady charakteryzuje się dużym zróżnicowaniem powierzchni, który wznosi się w kierunku zachodnim. Najwyższe wzniesienia, położone w lasach w zachodniej części Załęskiej Hałdy, dochodzą do 338,8 m n.p.m. Jest to Cisowa Góra (w niektórych źródłach jest ono zwane Komarzym Szczytem). Skrzyżowanie ulicy F. Bocheńskiego z ulicą Załęska Hałda jest położone na wysokości 303 m n.p.m., natomiast północna i wschodnia część położona jest średnio na wysokości 280 m n.p.m.
Klimat osady w niewielkim stopniu różni się od warunków klimatycznych panujących w całych Katowicach. Średnia roczna temperatura wynosi 8,1 °C, a średnia roczna suma opadów 710 mm. Powierzchnia Załęskiej Hałdy położona jest w całości w dorzeczu Wisły, w zlewni Rawy. Załęska Hałda charakteryzuje się znacznym udziałem terenów zielonych, głównie w jej zachodniej części osady, będących pozostałością Lasu Załęskiego. Dominują tam dęby, a w wyższej części obszaru kompleksy brzozowo-sosnowe. Lasy te przynależą do Nadleśnictwa Katowice. Część tych kompleksów jest pod ochrona prawną jako zespół przyrodniczo-krajobrazowy „Uroczysko Buczyna”.

## Historia

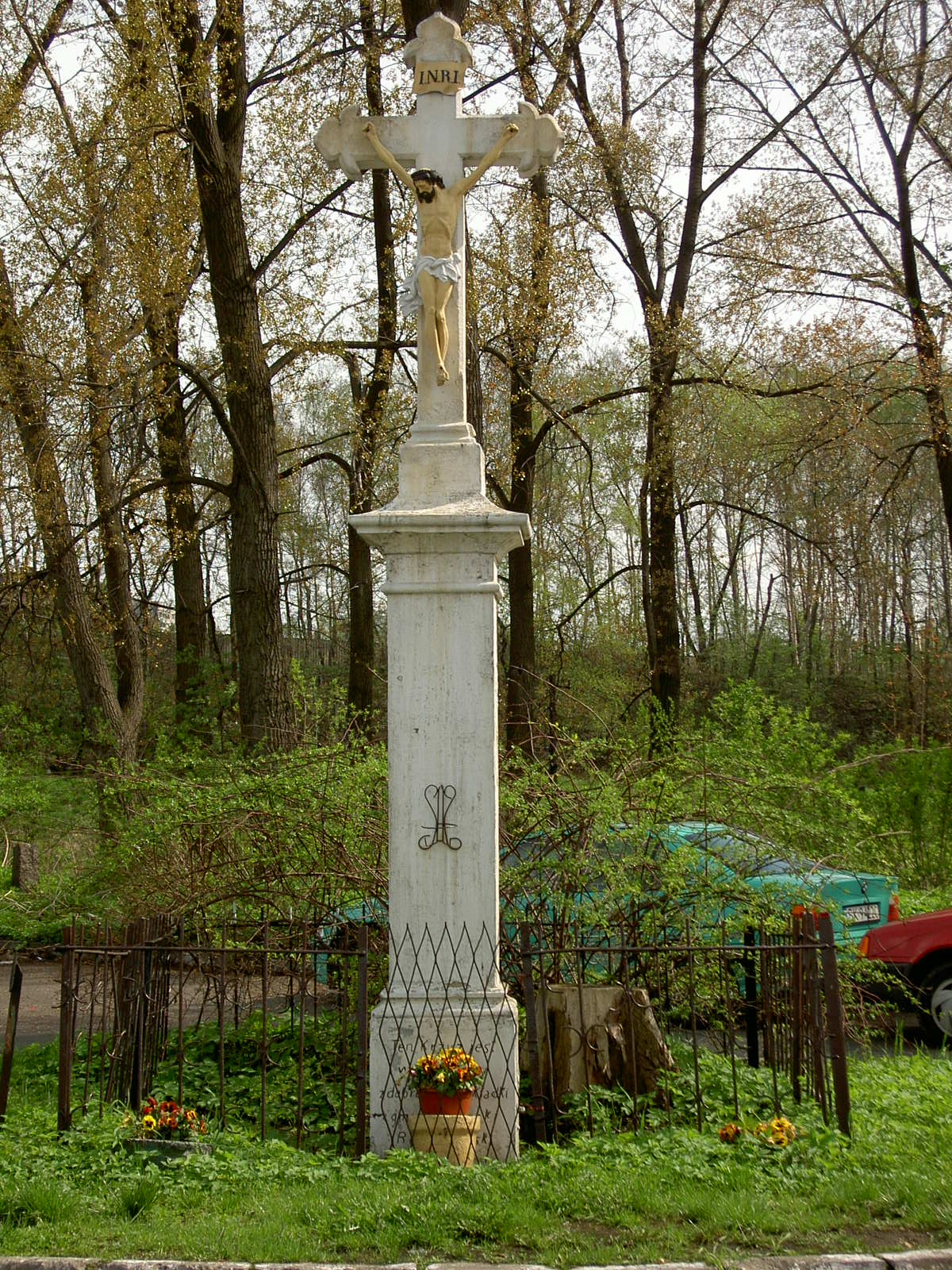
Krzyż przydrożny w Załęskiej Hałdzie z 1891 roku

Pierwsze wzmianki o Załęskiej Hałdzie pochodzą z około 1710–1720 roku, kiedy to w dokumentach probostwa boguckiego wzmiankowano o osadzie Załęsko Hołda. W tym czasie, na terenie częściowo wykarczowanych Lasów Załęskich, powstała rolnicza osada, będąca kolonią Załęża. Pod koniec XVIII wieku osada ta rozciągała się w postaci podwójnego szeregu kilkunastu zagród po wschodniej stronie dzisiejszej ulicy Dobrego Urobku na wysokości ulicy Okrężnej. W zachodniej części Załęskiej Hałdy powstała kolonia Owsiska, gdzie uprawiano owies, a na początku XIX wieku kolonia Johanka.
Charakter rolniczy Załęskiej Hałdy zachował się do drugiej połowy XIX wieku, kiedy to osadę zaczęli zamieszkiwać robotnicy z hut cynku „Victor” (powstała prawdopodobnie w 1843 roku) i „Johanna” (powstała w zabudowaniach dawnej huty szkła „Saeman”, założonej w 1820 roku, funkcjonującej przez dwa lata), a także późniejszych kopalń węgla kamiennego: „Kleofas” i „Wujek”. Centrum osady wówczas stanowił obszar dzisiejszego węzła autostradowego z ulicą F. Bocheńskiego. Dla robotników kopalni Wujek powstała na granicy Załęskiej i Katowickiej Hałdy w latach 1918–1920 kolonia domów robotniczych. Kolonię określano jako „Werksiedlung Oheimgrube” lub „Kolonie Zalenderhalde”. W 1890 na Załęskiej Hałdzie mieszkało 845 osób.
W Załęskiej Hałdzie w XIX wieku powstały pierwsze placówki edukacyjne i instytucje kultury. W 1872 roku wybudowano budynek szkoły powszechnej, a w latach 90. XIX wieku powołano amatorski zespół teatralny. W 1906 roku powołano Towarzystwo Katolickich Robotników, a do momentu wybuchu I wojny światowej także inne organizacje, w tym m.in. Zjednoczenie Zawodowe Polskie.
Po I wojnie światowej w Załęskiej Hałdzie powstało szereg towarzystw, w tym w 1919 roku Chór Męski „Lutnia”, Towarzystwo Oświaty na Śląsku oraz Towarzystwo Polek, a w 1920 roku Towarzystwo Gimnastyczne „Sokół” i komórka Polskiej Organizacji Wojskowej Górnego Śląska. W tym samym roku odbył się strajk szkolny dzieci polskich. Na przełomie 22 i 23 sierpnia 1920 roku podczas II powstania śląskiego Polska Organizacja Wojskowa po zaciętych walkach z Sicherheitspolizei objęła kontrolę nad Załęską Hałdą. Podczas III powstania śląskiego w 1921 roku powstańcy opanowali dzielnicę, a rok później osadę przyłączono do Polski, mimo że w czasie plebiscytu większość mieszkańców opowiedziała się za pozostaniem w Niemczech. Dnia 26 stycznia 1924 roku w Załęskiej Hałdzie narodził się Stanisław Szymecki – późniejszy duchowny i arcybiskup metropolita białostocki, zaś w tym samym roku, w dniu 15 października Załęska Hałda wraz z gminą Załęże stały się częścią Katowic. W dwudziestoleciu międzywojennym w Załęskiej Hałdzie, przy ul. Kochłowickiej 6 funkcjonowała Biblioteka Towarzystwa Czytelni Ludowych, zaś w latach 30. XX wieku powstała nieistniejący obecnie gmach Szkoły Powszechnej nr 25 przy ulicy F. Bocheńskiego. 
Po II wojnie światowej, 11 września 1945 roku biskup katowicki Stanisław Adamski poświęcił kościół św. św. Cyryla i Metodego. Po II wojnie światowej rozwijało się też budownictwo mieszkaniowe – w 1948 roku w północnej części Załęskiej Hałdy wybudowano kolonię fińskich domków dla górników kopalni „Kleofas”, ale w połowie lat 70. XX wieku rozpoczęto ich wyburzenie, a w ich miejscu wybudowano osiedle im. Wincentego Witosa. 
Na początku lat 90. XX wieku, 1 stycznia 1992 roku podzielono Katowice na 22 pomocnicze jednostki samorządowe. Wówczas to tereny Załęskiej Hałdy od południa włączono do dzielnicy Ligota-Panewniki, a północną część do dzielnic: Osiedle Załęska Hałda i Załęże. W dniu 29 września 1997 roku zreformowano podział administracyjny Katowic. Wówczas to południowe tereny Załęskiej Hałdy zostały włączone do nowej dzielnicy: Załęska Hałda-Brynów część zachodnia, zaś północną część do dzielnic: Osiedle Witosa i Załęże. W 2012 roku z uwagi na zły stan techniczny został wyburzony budynek dawnej Szkoły Podstawowej nr 25 w Katowicach.

## Architektura i zabytki

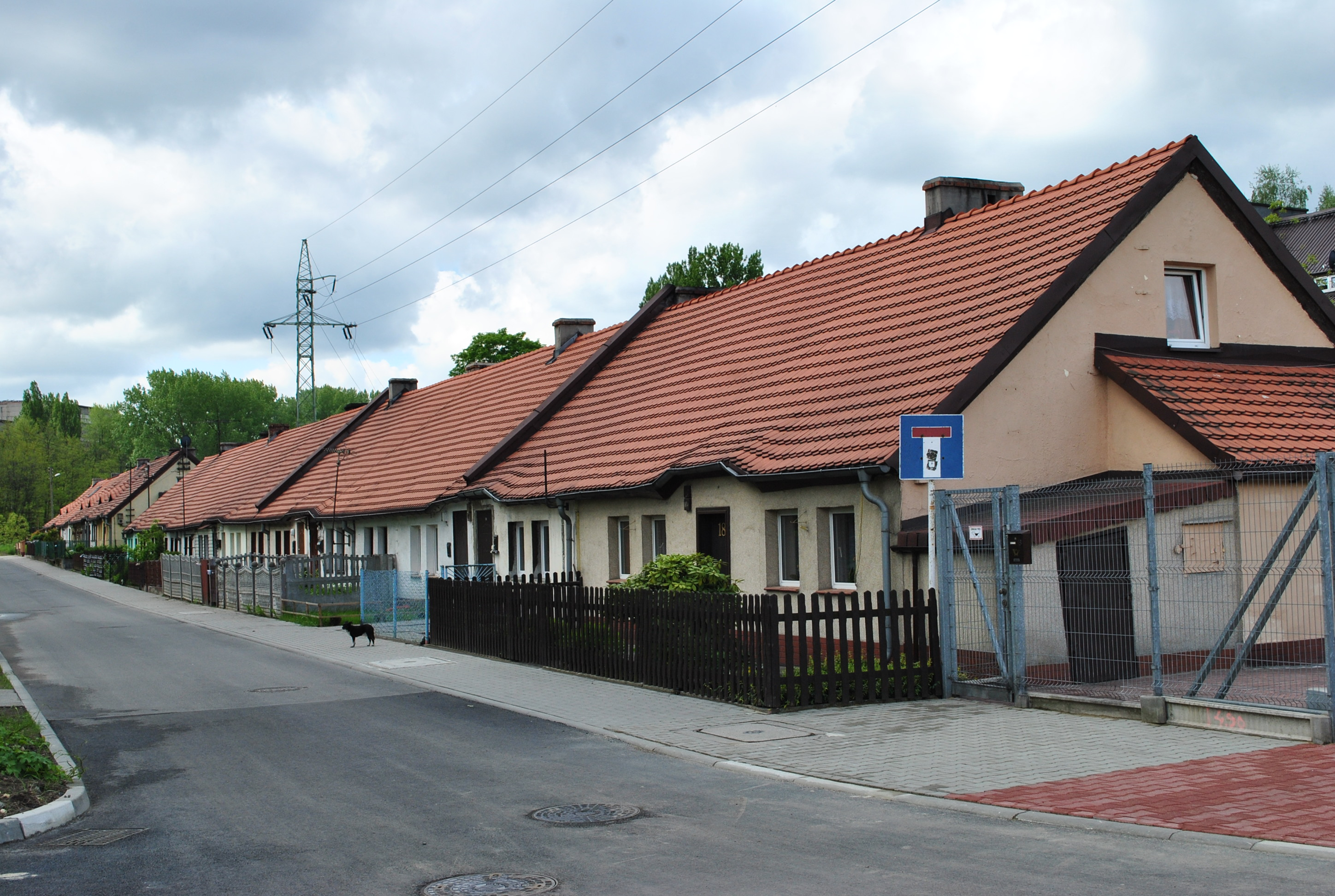
Kolonia kopalni „Wujek” przy ulicy Przodowników z lat 1918–1920

Zabudowa Załęskiej Hałdy pochodzi z różnych okresów, głównie z przełomu XIX i XX wieku i z lat powojennych. Ma ona charakter głównie rozproszony z koncentracją przy ulicachː Dobrego Urobku i Załęska Hałda. Na terenie Załęskiej Hałdy jedyne obiekty historyczne to zabudowa kolonii robotniczej kopalni „Wujek” (często błędnie określanej mianem kolonii Dwunastu Apostołów) przy ul. Przekopowej 10-88 i Przodowników 10-80 (numery parzyste), powstałe w latach 1918–1920, zaprojektowane w 1915 roku przez Brunona Tauta.
W Załęskiej Hałdzie jedynym miejscem pamięci jest tablica upamiętniająca mieszkańców Załęskiej Hałdy poległych za wolność i demokrację w latach II wojny światowej, znajdująca się na skrzyżowaniu ulic Bocheńskiego i Załęska Hałda (w tym Pawła Bluszcza czy Teofila Patalonga), a dawniej na fasadzie Szkoły Podstawowej Nr 25 w Katowicach.
W XIX wieku na terenie Załęskiej Hałdy znajdowały się dwie kolonieː Johanka (lub Janina) i Owsiska (zachodnia część osady). Obecnie w historycznych granicach osady znajdują się następujące osiedla i kolonie: Kolonia robotnicza kopalni „Wujek” i osiedle im. W. Witosa (dawniej na terenie osiedla znajdowała się kolonia domków fińskich).

## Gospodarka i instytucje

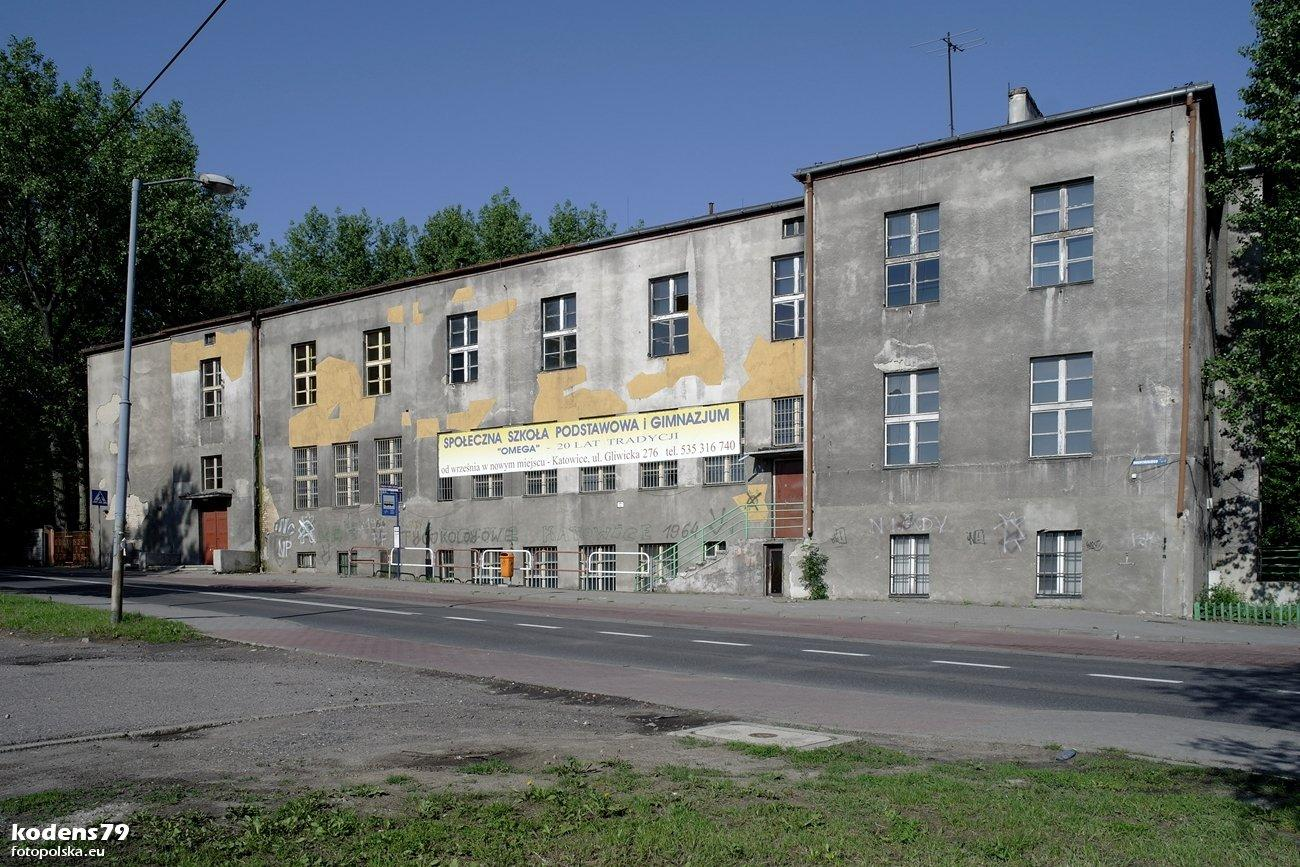
Nieistniejący budynek Szkoły Podstawowej nr 25 w Katowicach

Działalność gospodarcza prowadzona na terenie Załęskiej Hałdy (poza obszarem osiedla W. Witosa) ma głównie charakter usługowy. Sprzyja temu przede wszystkim dogodne położenie komunikacyjne (przy autostradzie A4 i w pobliżu Drogowej Trasy Średnicowej). Głównym ośrodkiem gospodarczym Załęskiej Hałdy jest ulica F. Bocheńskiego. Według stanu z maja 2014 roku, na całej długości ulicy działało tam 136 firm wielu branż, głównie hurtowe i motoryzacyjne. Drugim miejscem koncentracji firm jest ulica Dobrego Urobku – tam funkcjonują głównie firmy z branży motoryzacyjnej.

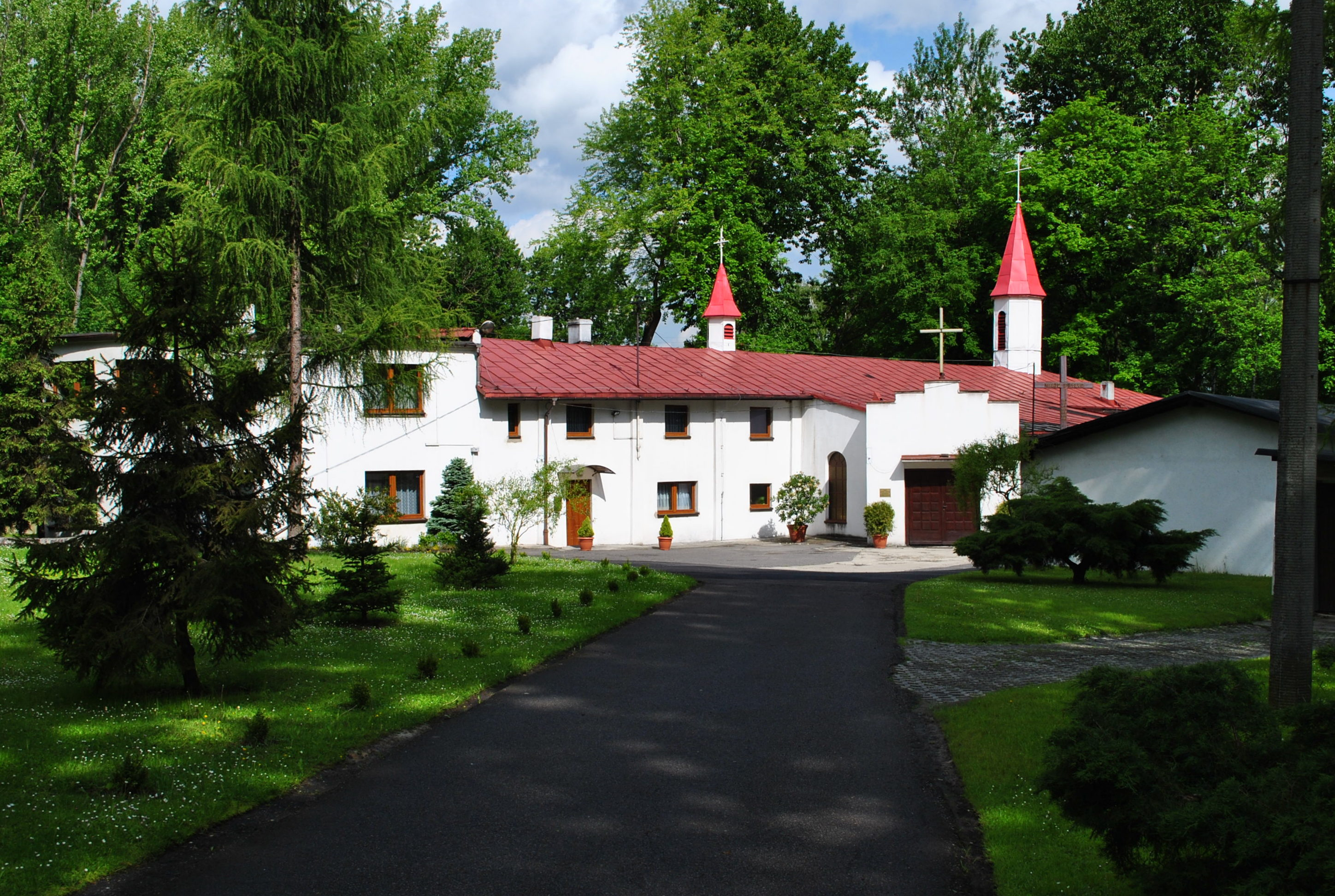
Kościół Świętych Cyryla i Metodego

Największa koncentracja instytucji (głównie szkół i placówek ochrony zdrowia) występuje na osiedlu Wincentego Witosa. W pozostałej części Załęskiej Hałdy, do najważniejszych placówek tego typu należy katolicka parafia św. św. Cyryla i Metodego, która obejmuje swoim zasięgiem całą osadę bez osiedla W. Witosa. Parafia liczyła w 2014 roku około 600 wiernych, a kościół parafialny znajduje się przy ulicy F. Bocheńskiego 147. Powstał on w 1945 roku w budynku dawnej cegielni, natomiast współczesny wystrój wnętrza pochodzi z 1984 roku.
Szkolnictwo w Załęskiej Hałdzie funkcjonowało od 8 sierpnia 1873 roku, kiedy to otwarto tutaj dwuklasową szkołę podstawową, w której naukę rozpoczęło 195 uczniów. Sam zaś budynek szkoły powstał w 1872 roku. Dnia 3 września 1929 roku szkołę tę ze względu na nieodpowiadające potrzeby starego obiektu przeniesiono do nowej siedziby, przy obecnej ulicy F. Bocheńskiego 149. W 2003 roku powołano Zespół Szkół Integracyjnych nr 1 im. Roberta Oszka w Katowicach, w skład którego weszła Szkoła Podstawowa nr 25 w Katowicach, zlikwidowana 1 września 2006 roku. Sam zaś Zespół Szkół Integracyjnych nr 1 został połączony ze Szkołą Podstawową nr 58 im. Marii Dąbrowskiej na osiedlu Tysiąclecia. W 2012 roku wyburzono budynek dawnej Szkoły Podstawowej nr 25 w Katowicach.

## Transport

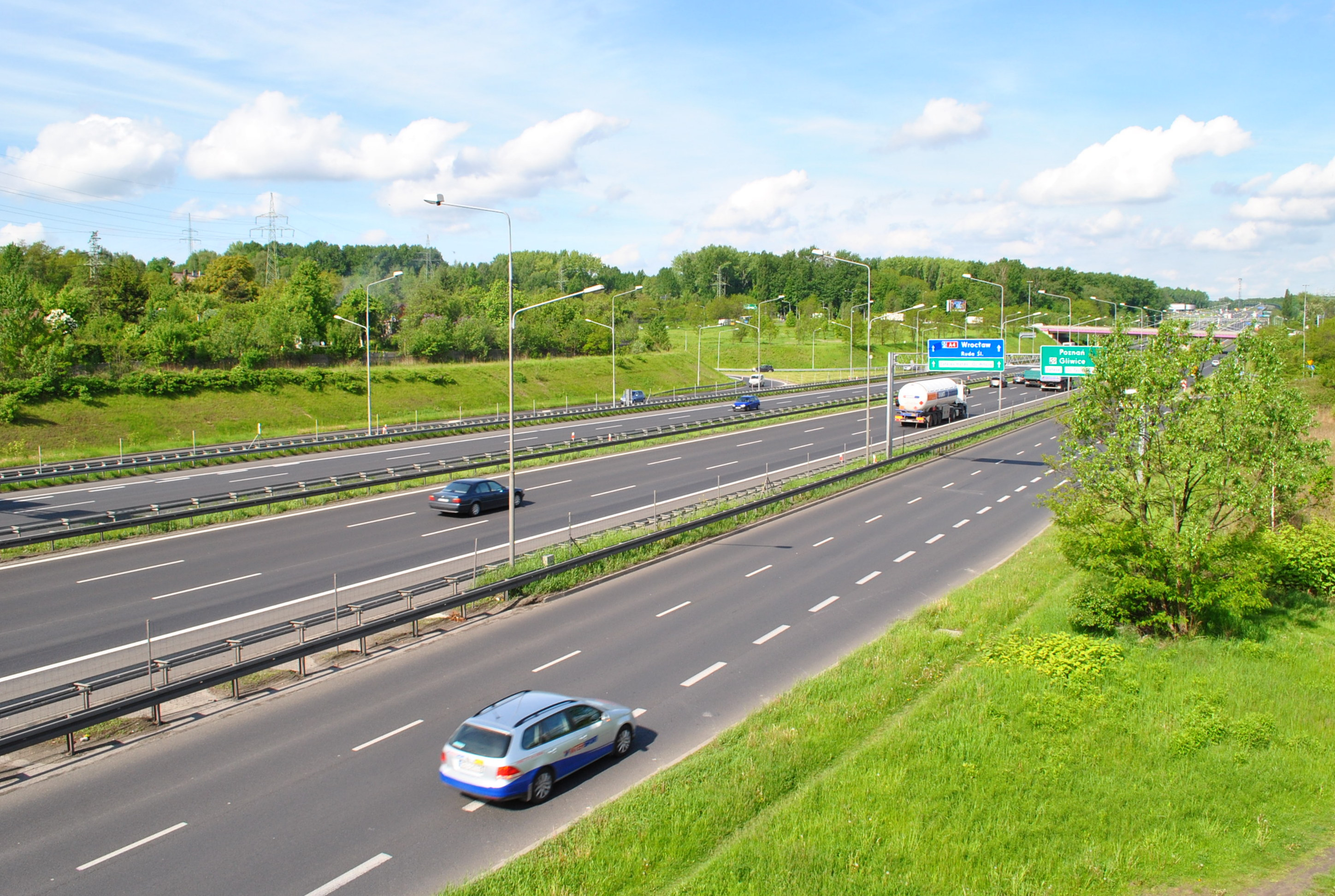
Autostrada A4 na wysokości nieczynnego wiaduktu kolejowego

Załęska Hałda posiada bardzo dobre powiązania komunikacyjne. Przez środek Załęskiej Hałdy, w miejscu dawnego centrum osady przebiega autostrada A4, której początki sięgają lat 50. XX wieku, kiedy to poprowadzono drogę szybkiego ruchu Katowice – Kochłowice. W Załęskiej Hałdzie łączy się ona z inną ważną arterią komunikacyjną Katowic, tj. ulicą F. Bocheńskiego, która dochodzi do ulicy Brackiej i dalej do Drogowej Trasy Średnicowej. Inne ważne szlaki w dzielnicy to uliceː Dobrego Urobku, Załęska Hałda i W. Witosa (ta ostatnia przebiega przez osiedle W. Witosa).

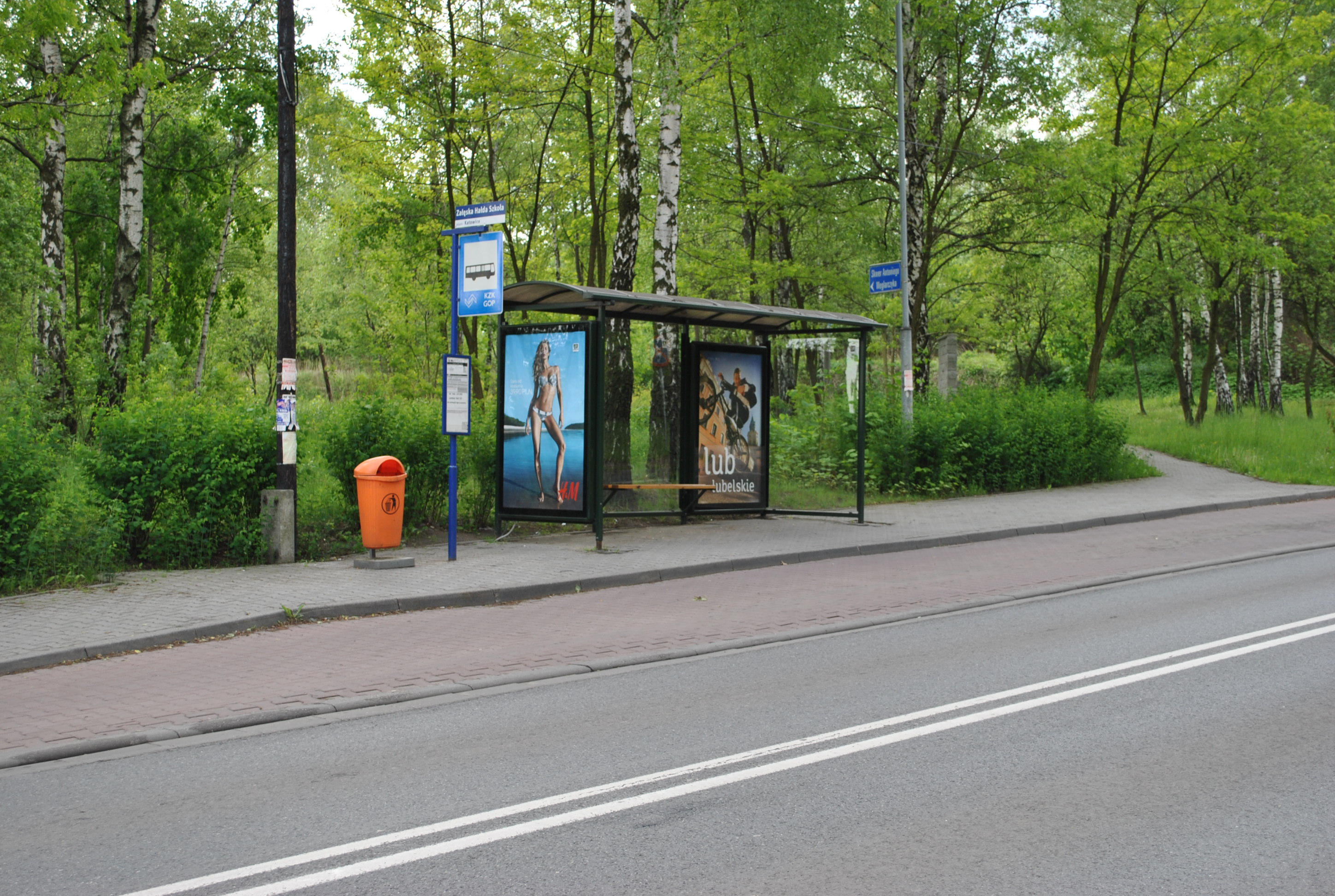
Przystanek autobusowy Załęska Hałda Kościół (d. Załęska Hałda Szkoła) przy ulicy F. Bocheńskiego

Połączenia kolejowe na terenie Załęskiej Hałdy funkcjonuje od 1 grudnia 1852 roku, kiedy to Towarzystwo Kolei Górnośląskiej uruchomiło linię łączącą Katowice z Murckami przez Ligotę (fragment obecnej linii kolejowej nr 139). W latach 50. XX wieku powstała linia Południowej Magistrali Piaskowej, biegnącej w kierunku północnym przez Załęską Hałdę do kopalni „Kleofas”. Została ona rozebrana w 2009 roku. We wschodniej części Załęskiej Hałdy, w pobliżu kolonii robotniczej kopalni „Wujek”, znajduje się przystanek osobowy Katowice Brynów. W lipcu 2021 roku z przystanku odjeżdżały pociągi w kierunku Bielska-Białej, Bohumina, Częstochowy, Katowic, Rybnika, Tychów Lodowiska, Zakopanego i Zwardonia. Kursy te obsługiwały pociągi Kolei Śląskich.
Poza osiedlem W. Witosa, w Załęskiej Hałdzie zlokalizowane są cztery przystanki autobusowe ZTM-u: Załęska Hałda Kolońska, Załęska Hałda Bocheńskiego Autostrada, Załęska Hałda Kościół i Katowice Osiedle Kopalni Wujek. Trzeci z nich, położony w południowym krańcu ulicy F. Bocheńskiego, obsługuje jedną linię – nr 70 relacji Obroki Elkop – Borki Pętla. Czwarty położony jest przy autostradzie A4 na wysokości wylotu ulicy Przekopowej. Zatrzymuje się na nim 10 linii autobusowych (w tym jedna nocna). Łączą one Załęską Hałdę z innymi dzielnicami Katowic oraz z Rudą Śląską.